# Paul Signac

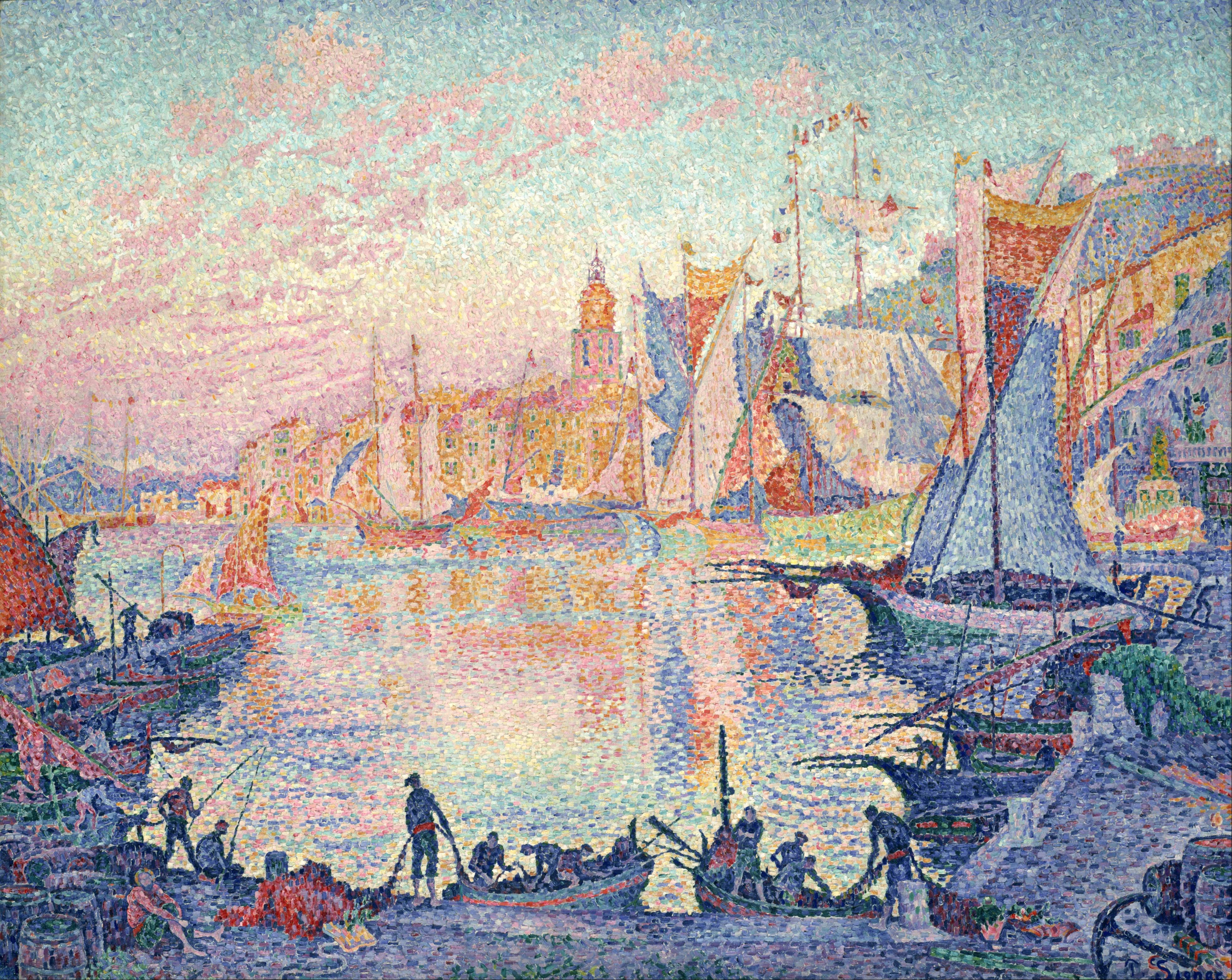
El port de Saint-Tropez, 1907, Museu Folkwang, Essen, Alemanya

Paul Signac (París, 11 de novembre, 1863 - París, 15 d'agost, 1935) va ser un pintor neoimpressionista francès famós pel seu desenvolupament de la tècnica puntillista al costat de Georges Seurat.
Signac, fill únic d'un comerciant, pot ser considerat pintor autodidacta. El 1882 s'inscriu en l'Escola de Belles Arts. Al costat de Seurat, el 1884, va fundar la Societat dels Artistes Independents. Va ser Paul Signac qui va ensenyar a Georges Seurat la tècnica del puntillisme, i foren considerats aquests dos artistes com els principals impulsors de l'anomenat moviment del divisionisme, també conegut com a neoimpressionisme o puntillisme.
Signac va pertànyer també al grup d'artistes conegut com a Grup dels XX. Com a amant que era dels vaixells, va posseir al llarg de la seva vida prop de 30 vaixells. Això li va permetre fer diversos viatges que el van inspirar per a l'ús de nous tons, perquè la claredat dels seus paisatges és diferent de regió en regió. El 1899, Signac va publicar la seva obra De Eugène Delacroiz al Neoimpressionisme. El 1908, va ser elegit president de la Societat dels Artistes Independents, i mantingué el càrrec fins a 1935, any en el qual mor.

## Galeria

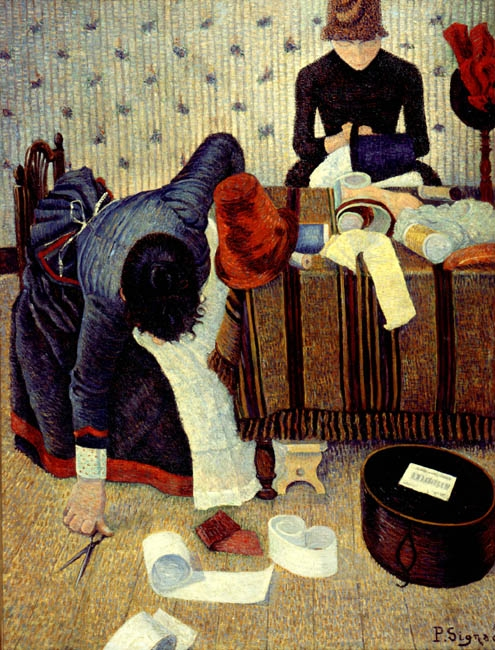
Les modistes, Rue du Caire, 1885-1886, Col. E. G. Bühle, Zúric
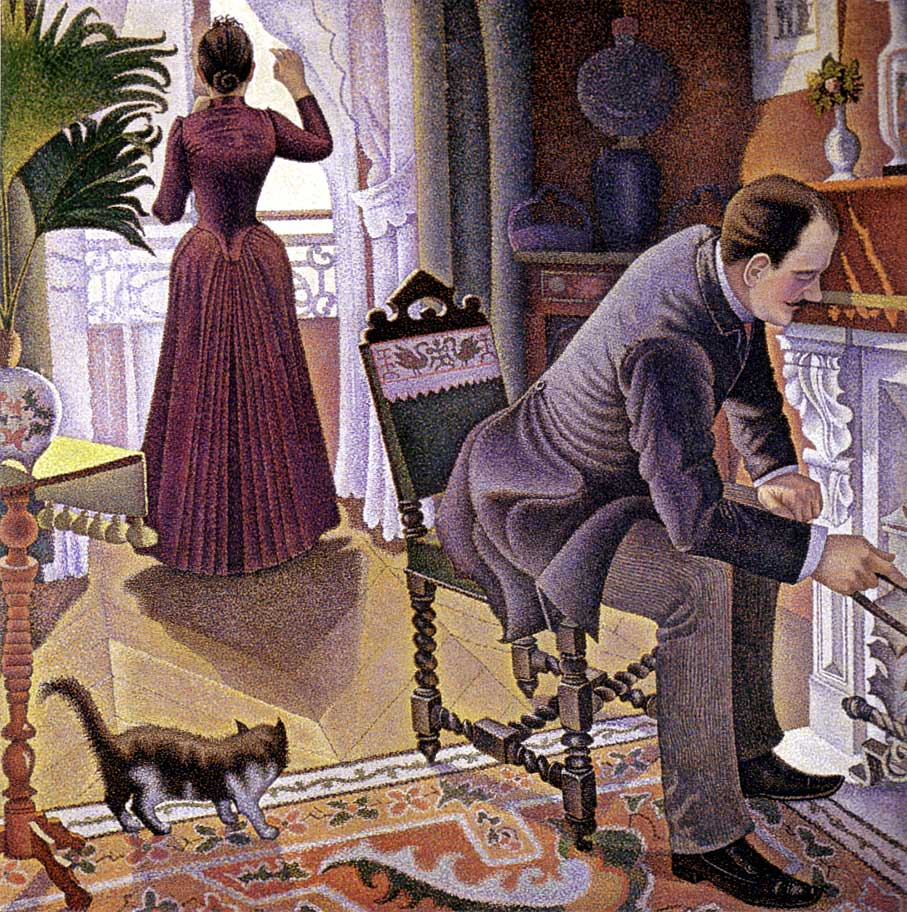
Diumenge, 1888-1890, col·lecció privada
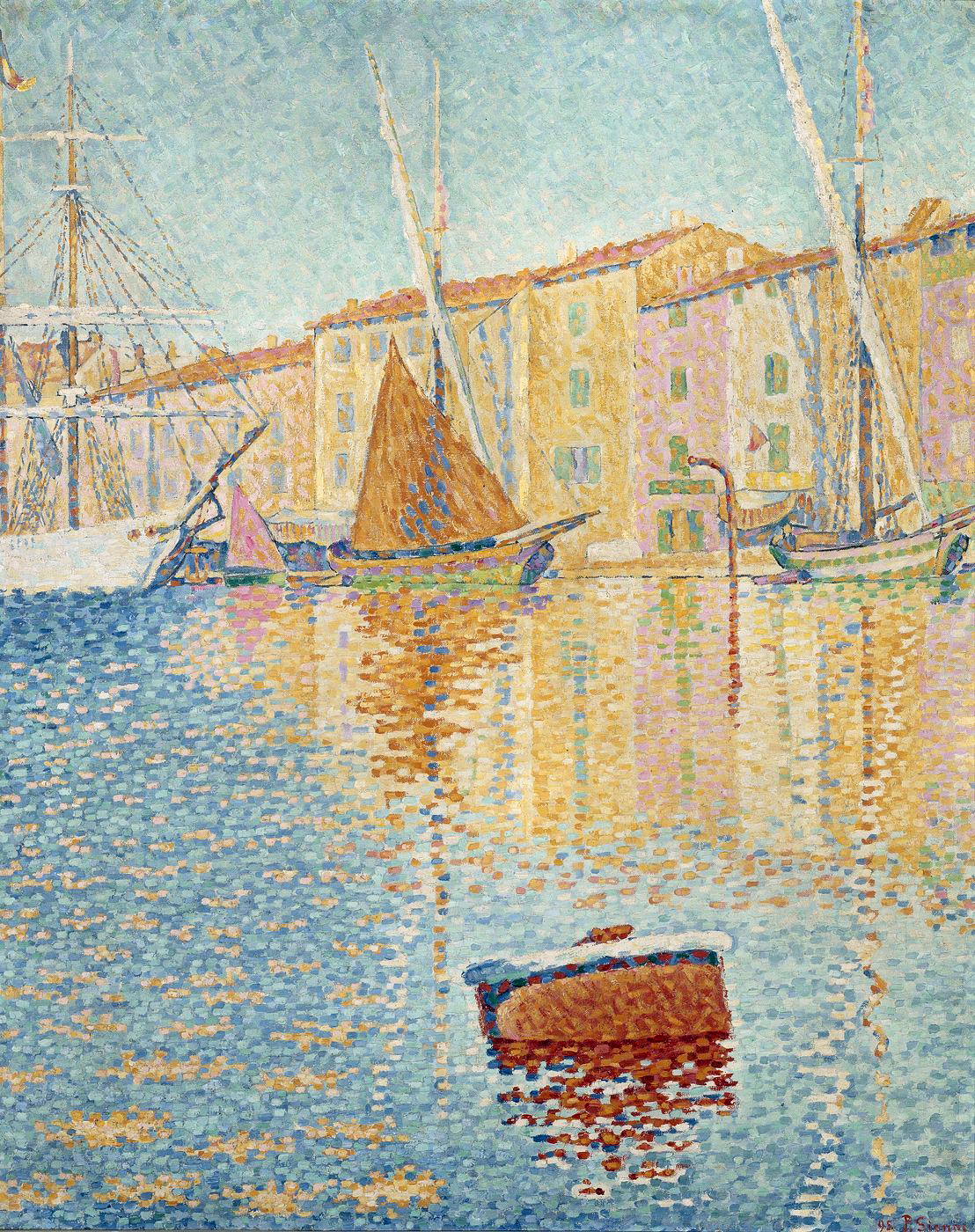
La bouee rouge, 1895, Museu d'Orsay, París
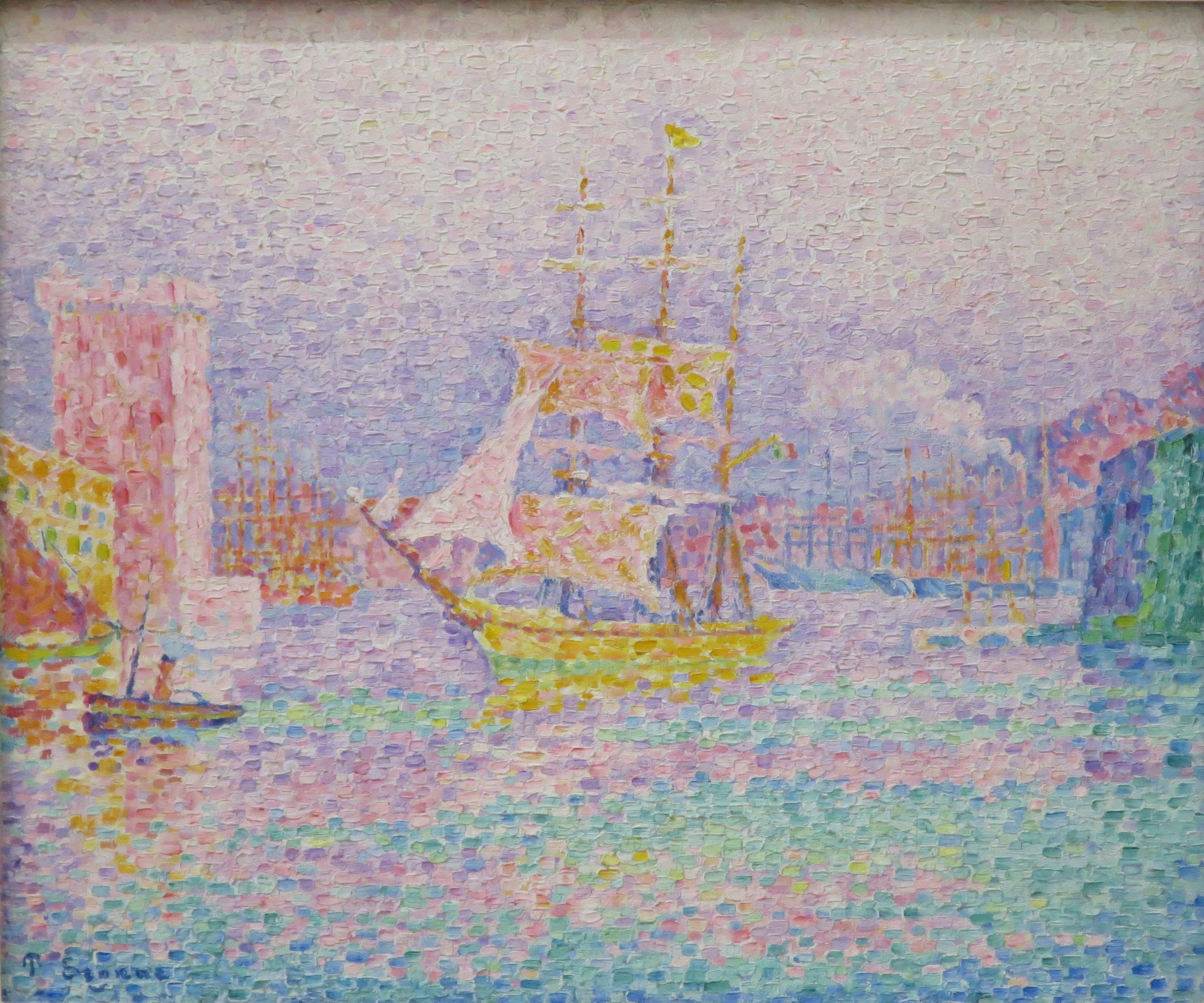
Port de Marsella, 1906, Museu de l'Ermitage, Sant Petersburg